# Радивоје Врховац
Радивоје Врховац (Лаћарак код Сремске Митровице, 16. децембар 1863 — Нови Сад, 16. јул 1946) био је српски педагог, класични филолог, књижевни историчар и критичар, директор Карловачке гимназије и председник Матице српске. 

## Биографија

### Образовање
Гимназију је завршио у Карловцима, као питомац Стратимировићевог Благодејанија. Филозофију је студирао у Загребу, Грацу и Бечу.

### Рад у просвети
Патронат Карловачке гимназије изабрао га је 1886. за наставника. Наредних 42 године провешће у овој школи радни век, прво као професор, а потом и директор. 
Као директор гимназије захтевао је од наставника да се припремају за часове, да повезују старо градиво са новим, као и да се баве суштином лекција, без задржавања на непотребним детаљима. Школу је сматрао пре свега васпитном установом. Иако по струци филолог, придавао је велики значај математици сматрајући да проучавање и природних и друштвених наука доприноси душевној хармонији ученика. За време његовог мандата уведена је у гимназију и коедукација, тј. дозвољено је уписивање женске деце, али само у прва четири разреда. Пензионисан је 1929. године.

### Матица српска
Био је дугогодишњи председник Матице српске, а годину дана (1930) био је и уредник Летописа Матице српске.
Сахрањен је на Успенском гробљу у Новом Саду.